# 哥本哈根地铁4号线
哥本哈根地铁4号线是哥本哈根地铁的一条线路，又称“港口线”，2020年3月28日通车。连接哥本哈根北港和哥本哈根南港。中段与哥本哈根地铁3号线（城市环线）共线。亦计划使用与哥本哈根地铁其它线路相同的“日立轨道（意大利）无人驾驶地铁列车”。
哥本哈根北港和哥本哈根南港均是哥本哈根港的组成部分，以前是哥本哈根的工业区，目前正在进行城市更新工程，哥本哈地铁4号线也是哥本哈根城市与港口发展公司在该区域内进行的项目之一。

## 历史
哥本哈根地铁3号线规划时便计划将哥本哈根火车总站⟷诺勒布罗站间的某站作为哥本哈根地铁4号线的终点站。哥本哈根地铁4号线早期方案是由诺勒布罗站出发，连接哥本哈根西北部，这一方案最终于2009年被否决。还曾计划将哥本哈根地铁3号线三角广场站、保尔·汉宁森广场站、维本苑广场站、诺勒布罗站作为与哥本哈根地铁4号线重合的路段。后来确定现在的“北港—南港”方案。
2012年，丹麦国会批准了一期工程（哥本哈根北港段）建设，已于2020年3月28日通车。2015年，二期工程（哥本哈根南港段）获批，预计2024年通车。建设中的哥本哈根地铁4号线二期工程（哥本哈根南港段）终点新埃勒比约站哥本哈根地铁使用部分曾计划建于地面，2016年改为现在的地下方案。

## 车站与线路
哥本哈根地铁4号线共计有13座车站，包括新建车站及改建车站，包括已投入使用的一期8座车站和建设中的二期5座车站。现时连接东方码头站⟷哥本哈根火车总站。其中，哥本哈根火车总站⟷东门站区间与哥本哈根地铁3号线线路、停靠站均重合。一期已于2020年3月28日通车。二期尚处于建设阶段，预计2024年启用。2024年哥本哈根地铁4号线二期通车后，终点站将由哥本哈根火车总站延伸至新埃勒比约站。

| 站名                                                        | 换乘                                                  | 启用时间                            | 备注                          |
| ----------------------------------------------------------- | ----------------------------------------------------- | ----------------------------------- | ----------------------------- |
| 东方码头                                                    | ——                                                    | 2020年3月28日                       | 地铁4号线一期工程新建车站     |
| 北港站                                                      | 哥本哈根市郊铁路                                      | 2020年3月28日 （地铁4号线使用部分） | 地铁4号线一期工程改建既有车站 |
| 东门站                                                      | 哥本哈根地铁3号线 哥本哈根市郊铁路 国铁               | 2020年3月28日 （地铁4号线使用部分） | 地铁4号线一期工程改建既有车站 |
| 腓特烈教堂                                                  | 哥本哈根地铁3号线                                     | 2020年3月28日 （地铁4号线使用部分） | 地铁4号线一期工程改建既有车站 |
| 国王新广场                                                  | 哥本哈根地铁1号线 哥本哈根地铁2号线 哥本哈根地铁3号线 | 2020年3月28日 （地铁4号线使用部分） | 地铁4号线一期工程改建既有车站 |
| 老海岸                                                      | 哥本哈根地铁3号线                                     | 2020年3月28日 （地铁4号线使用部分） | 地铁4号线一期工程改建既有车站 |
| 市政厅广场                                                  | 哥本哈根地铁3号线                                     | 2020年3月28日 （地铁4号线使用部分） | 地铁4号线一期工程改建既有车站 |
| 哥本哈根火车总站                                            | 哥本哈根地铁3号线 哥本哈根市郊铁路 国铁               | 2020年3月28日 （地铁4号线使用部分） | 地铁4号线一期工程改建既有车站 |
| 杭讷霍尔门 （建设中）                                       | ——                                                    | 2024年                              | 地铁4号线二期工程新建车站     |
| 恩海沃码头 （建设中）                                       | ——                                                    | 2024年                              | 地铁4号线二期工程新建车站     |
| 斯卢瑟霍尔门 （建设中）                                     | ——                                                    | 2024年                              | 地铁4号线二期工程新建车站     |
| 莫扎特广场 （建设中）                                       | ——                                                    | 2024年                              | 地铁4号线二期工程新建车站     |
| 新埃勒比约站 （建设中）                                     | 哥本哈根市郊铁路 国铁                                 | 2024年 （地铁4号线使用部分）        | 地铁4号线二期工程改建既有车站 |
| 注：“站名”一栏为红色背景的车站为与哥本哈根地铁3号线共线部分 |                                                       |                                     |                               |

## 远期发展
目前有计划将哥本哈根地铁4号线延伸至海勒鲁普站，包括在这一延伸路段增加3座地铁站。还有计划在哥本哈根地铁4号线二期工程（哥本哈根南港段）南端终点新埃勒比约站的基础上继续增加两条延伸线，一条通向维兹奥勒，另一条通向比斯珀比約。